# Епархия Суйфу
Епархия Суйфу (лат. Dioecesis Siufuana; кит. трад. 叙府教區) — епархия Римско-Католической Церкви, расположенная в городе Ибинь, провинция Сычуань, Китай. Епархия Суйфу входит в архиепархию Чунцина.

## История
24 января 1860 года Святой Престол учредил апостольский викариат Южного Сычуаня, выделив его из апостольского викариата Юго-Западного Сычуаня (сегодня — Епархия Чэнду). 3 декабря 1924 года апостольский викариат Южного Сычуаня был переименован в апостольский викариат Суйфу, который 11 апреля 1946 года был преобразован в епархию Суйфу.

## Ординарии

### Ординарии апостольского викариата Южного Сычуаня
- епископ Pierre-Julien Pichon (24.01.1860 — 12.03.1871)
- епископ Jules Lepley (12.12.1871 — 6.03.1886)
- епископ Marc Chatagnon (25.01.1887 — 26.11.1920)

### Ординарии апостольского викариата Суйфу
- епископ Jean-Pierre Fayolle (26.11.1920 — 19.10.1931)
- епископ Louis-Nestor Renault (12.10.1931 — 28.10.1943)
- епископ René-Désiré-Romain Boisguérin (10.01.1946 — 11.04.1946)

### Ординарии епархии Суйфу
- епископ René-Désiré-Romain Boisguérin (11.04.1946 — 13.02.1998)
- с 13.02.1998 года кафедра вакантна.

## Источник
- Annuario Pontificio, Libreria Editrice Vaticana, Città del Vaticano, 2003, ISBN 88-209-7422-3